# Кудесники (фильм)
«Кудесники» (фр. Les Magiciens) — фильм режиссёра Клода Шаброля, вышедший на экраны в 1976 году.

## Сюжет
Во время гастрольного тура по Тунису маг и ясновидец, профессор Вестар (Герт Фрёбе) знакомится со скучающим миллионером Эдуардом Вангаром (Жан Рошфор), который предлагает подвезти его в своём автомобиле. По дороге Вестар открывает Эдуарду, что у него было видение, в котором в пустыне убивают женщину. Эдуарду в голову приходит мысль сделать это видение реальностью.
Они останавливаются в шикарном отеле на острове Джерба, где Вестар проводит серию сеансов. В отеле также проживают тунисский архитектор и инженер Садри Фарес (Франко Неро) со своей раздражительной женой Сильвией (Стефания Сандрелли), которая отказывается ехать вместе с Садри навестить его умирающую мать. В отеле останавливается также бывшая любовница Садри по имени Мартин (Джила фон Вайтерсхаузен), которая рассчитывает возобновить с ним отношения и ради этого едет вместе с ним к его больной матери. Об этом узнаёт Сильвия, что ещё более осложняет их семейные отношения.
Эдуард наблюдает за поведением любовного треугольника и решает помочь сделать видение профессора Вестара явью, подталкивая каждого из персонажей к убийству. Однако вмешательство Эдуарда приводит к тому, что в реальности все происходит не совсем так, как было предсказано.

## В ролях
| Актёр                   | Роль    |
| ----------------------- | ------- |
| Франко Неро             | Садри   |
| Стефания Сандрелли      | Сильвия |
| Жан Рошфор              | Эдуард  |
| Герт Фрёбе              | Вестар  |
| Джила фон Вайтерсхаузен | Мартин  |